# Ratina
Se da el nombre de ratina a un tejido de lana cruzada.
Como todas las jergas, se fabrica en el telar de cuatro careólas y su pelo se somete a la frisa es decir que esta máquina dispone en bolillas los pelos que cubren la superficie de esta estofa, lo que se llama ratinaje. De ahí procede el nombre de ratina. Sin embargo, hay diversas especies de ratinas: ratinas apañadas, ratinas frisadas, ratinas de pelos largos no apañadas. Este tejido, generalmente muy velludo y muy espeso es empleado para vestidos de invierno.